# (3985) Raybatson
(3985) Raybatson est un astéroïde de la ceinture principale.

## Description
(3985) Raybatson est un astéroïde de la ceinture principale. Il fut découvert le 12 février 1985 à l'Observatoire Palomar par Carolyn S. Shoemaker. Il présente une orbite caractérisée par un demi-grand axe de 2,85 UA, une excentricité de 0,10 et une inclinaison de 16,3° par rapport à l'écliptique.

## Compléments